# Улисс (стихотворение)
«Улисс» (англ. Ulysses) — хрестоматийное стихотворение английского поэта Альфреда Теннисона, сочинённое в 1833 году и опубликованное девять лет спустя. Русскоязычным читателям известно в переводах Константина Бальмонта (1908) и Григория Кружкова.
Стихотворение представляет собой драматический монолог Одиссея (Улисса), изложенный белым стихом. Воссоединившись с семьёй по возвращении на Итаку, неутомимый путешественник быстро заскучал. Банальность обыденности претит ему. В своём монологе Одиссей делится планами вместе со своими прежними спутниками, уже постаревшими, пуститься в новое плавание — «бороться и искать, найти и не сдаваться» (англ. To strive, to seek, to find, and not to yield).
«Улисс» вошёл в историю литературы как эталон викторианской поэзии, который подлежал обязательному изучению в английских школах конца XIX и начала XX века. В словах Улисса читалась неутолимая жажда познания, испытаний, странствий, всякого нового опыта. Призыв Улисса был созвучен официальной идеологии британского империализма — нести «Юнион Джек» в самые отдалённые уголки планеты, неустанно расширять границы Британской империи — самой протяжённой в истории человечества.
Последняя строка стихотворения стала крылатой, использовалась как девиз Олимпийских и Паралимпийских игр в Лондоне (2012). Многие учебные заведения выбрали её в качестве своего девиза. Русскому читателю она известна благодаря роману В. Каверина «Два капитана» и его экранизациям. Перефразированная, в качестве лейтмотива она вошла в оперу «Улисс» Луиджи Даллапикколы. Последние три строчки «Улисса» высечены на памятном кресте, установленном на полуострове Хат-Пойнт в честь полярного исследователя Роберта Скотта и его товарищей, погибших в 1912 году во время обратного пути с Южного полюса.
В бондовском блокбастере «007: Координаты «Скайфолл»» М цитирует последние строки стихотворения в своём объяснении перед парламентским комитетом. Стихотворение также цитируется в кинолентах «Общество мёртвых поэтов» и «Одна неделя», в эпиграфе к роману Алистера Маклина «Корабль его величества „Улисс“».